# Geelmelkhout
Geelmelkhout (Garcinia livingstonei) is een kleine tot middelgrote boom uit Zuidelijk Afrika. Hij komt vanaf het noorden van KwaZoeloe-Natal tot bij Beira in het lageveld voor en ook in de Zambezivallei. De boom groeit op laagliggende plekken in open bosveld en in rivierbos.
De boom heeft stijve takjes die rechthoekig uitgroeien. De bladeren zijn stijf, leerachtig, dof van kleur, min of meer rond en staan in groepjes van drie. De boom brengt een oranje bolvormige vrucht voort met een stevige schil. De vrucht is eetbaar, maar bevat een dik geel melksap dat niet bij iedereen in de smaak valt.

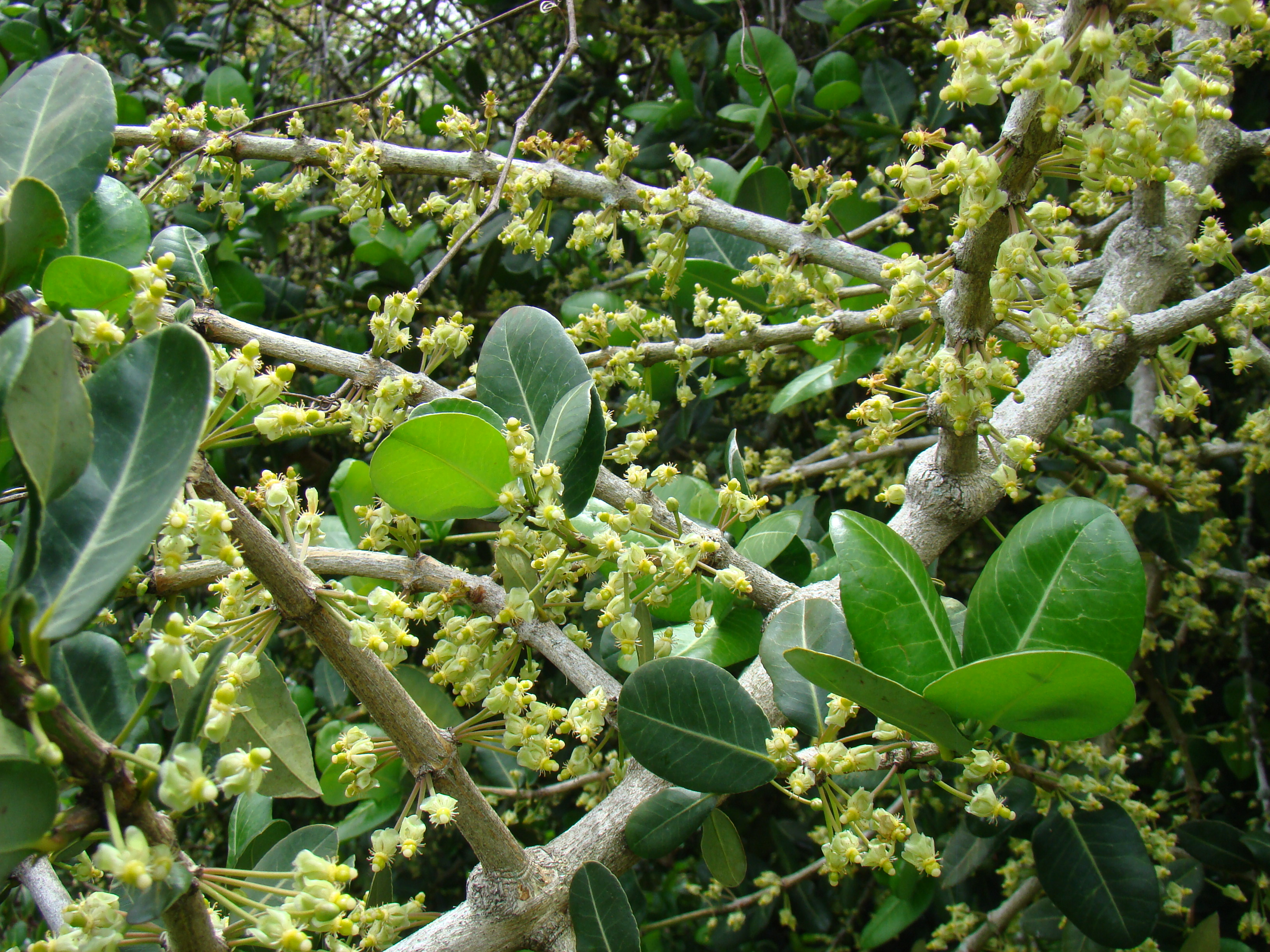
Bloemen

De boom komt ook verder noordelijk in tropisch Afrika voor.
In het Engels wordt de boom African of Lowveld Mangosteen genoemd, naar zijn Aziatische verwant Mangistan die ook Mangosteen genoemd wordt. Ook de naam Imbi wordt gebruikt. In het Zoeloe heet hij umPhimbi, isiHlumanye of uGobandlovu.
Het hout wordt benut en van de vruchten wordt een licht alcoholische drank gebrouwen. De bast van de stam wordt traditioneel gebruikt om de huidskleur lichter te maken. Uit een studie is gebleken dat de morelloflavon, morelloflavon-7"-sulfaat en sargaol die in het extract voorkomen inderdaad die werking hebben en minder cytotoxisch zijn dan hydroquinon.